# Архиепархия Анкориджа — Джуно

Герб архиепархии Анкориджа — Джуно

Архиепархия Анкориджа — Джуно (лат. Archidioecesis Ancoragiensis–Junellensis)) — архиепархия Римско-католической церкви с центром в городе Анкоридж, США. В митрополию Анкориджа — Джуно входит епархия Фэрбанкса. Кафедральным собором архиепархии является Собор Богоматери Гваделупской в городе Анкоридж.

## История
26 января 1966 года Римский папа Павел VI издал буллу Quam verae, которой учредил архиепархию Анкориджа, выделив её из епархии Джуно.
19 мая 2020 года Папа Франциск распорядился о слиянии архиепархии Анкориджа с епархией Джуно и установил новую церковную митрополию Анкориджа — Джуно, в то же время назначив первого митрополита-архиепископа новой митрополии епископа Эндрю Юджина Беллизарио, до сих пор бывшего епископом Джуно и апостольскии администратором Анкориджа.

## Ординарии архиепархии
- архиепископ Джон Джозеф Томас Райан (07.02.1966 — 04.11.1976) — назначен титулярным архиепископом Габии[итал.]
- архиепископ Фрэнсис Томас Хёрли (04.05.1976 — 03.03.2001)
- архиепископ Роджер Лоуренс Швиц (03.03.2001 — 04.10.2016);
- архиепископ Пол Деннис Этьен (04.10.2016 — 29.04.2019) — назначен архиепископом Сиэтла
- архиепископ Эндрю Юджин Беллизарио (с 19.05.2020).

## Источник
- Annuario Pontificio, Libreria Editrice Vaticana, Città del Vaticano, 2003, ISBN 88-209-7422-3;
- Булла Quam verae Архивная копия от 16 января 2010 на Wayback Machine  (лат.).